# Tynwałd
Tynwałd (Duits: Tillwalde) is een dorp in de Poolse woiwodschap Ermland-Mazurië. De plaats maakt deel uit van de gemeente Iława.
In de buurt van het dorp ligt een meer, genaamd Jezioro Tynwałdzkie.